# 汉内洛蕾·克拉夫特

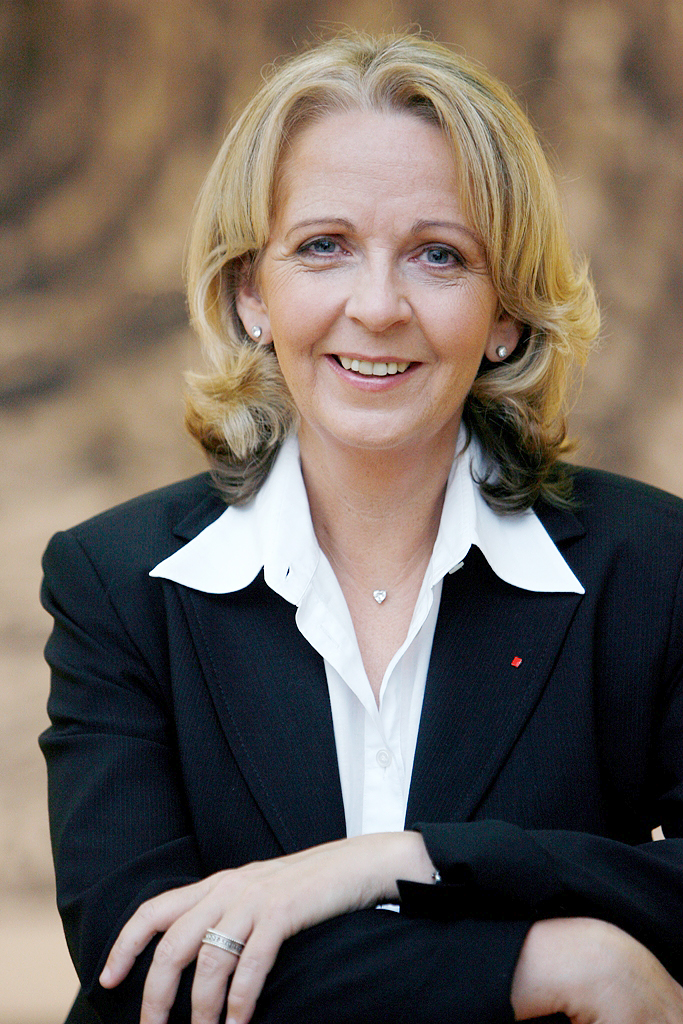
汉内洛蕾·克拉夫特

汉内洛蕾·克拉夫特（德語：Hannelore Kraft，1961年6月12日—），德国政治人物。2010年7月14日至2017年6月27日，担任北莱茵-威斯特法伦州州长，为第一位在该州担任此职位的女性，并且是德国第三位担任州长的女性。2010年11月1日至2011年10月31日，担任德国联邦参议院议长，同样是第一位担任此职位的女性。2007年1月20日至2017年5月14日，担任德国社会民主党北威州领导人。

## 生平背景
克拉夫特生于鲁尔河畔米尔海姆，父亲是有轨电车司机，母亲是售票员。1980年高中毕业后在德累斯顿银行做银行职员。1982年起在杜伊斯堡-埃森大学攻读经济学，1986至1987年在伦敦国王学院学习。1989年，她在杜伊斯堡取得经济学硕士学位。

### 婚姻
1992年，克拉夫特与电工Udo Kraft结婚，育有一个儿子。2012年，在结婚20年后，她与丈夫再次在纳米比亚举行教堂婚礼。

### 宗教信仰
小时候受家庭影响信仰天主教。进入社会后由于新教广泛的社会影响力而转为信仰新教。
2014年，克拉夫特表示相信上帝。

## 早期经历
1989年至2001年，她在鲁尔河畔米尔海姆的Zentrum für Innovation und Technik（创新与技术公司）担任顾问和项目经理。并且是当地欧洲信息网络中心的负责人。
她在RAG集团监事会担任股东代表。